# Ricardo Carezani
Ricardo Libertario Carezani (Córdoba, Argentina; 11 de abril de 1921), es un físico argentino padre de la teoría Autodinámica (AD), una teoría de reemplazo de las teorías de la relatividad especial y general de Einstein, que es considerada por la física tradicional como seudociencia.

## Biografía
Ricardo Carezani, nació en la Ciudad de Córdoba, pero se mudó a San Miguel de Tucumán, donde realizó sus estudios primarios, secundarios y universitarios, recibiéndose de ingeniero electro-mecánico en la Universidad Nacional de Tucumán en 1947.
Sus estudios de física comenzaron en la década de 1940, cuando contaba con 20 años, y consideró que la teoría especial de la relatividad de Einstein se encontraba mal fundada. A los 24 años desarrolló los fundamentos de la teoría Autodinámica, que es considerada por la física tradicional como seudociencia.
Carezani desarrolló su teoría autodinámica luego de encontrar lo que él afirma es un error en el trabajo de Lorentz y Einstein. Carezani no estaba de acuerdo con el postulado de "dos observadores en movimiento relativo" del cual se deriva la relatividad especial, y pensó en construir una nueva teoría basada en un observador observando un "fenómeno", en el que no están postulados su propio sistema de coordenadas.
Carezani afirma que en 1951, publicó su libro Autodinámica, del que se imprimieron 300 copias. Ha denunciado también que su teoría fue prohibida por el gobierno de Juan Perón (1946-1955), y que durante más de 20 años no pudo salir del país ni dar a conocer su obra, hasta que en 1979 logró radicarse en California. Sin embargo Perón fue derrocado en 1955 y no existe ninguna constancia sobre las actividades de Carezani entre 1955 y 1979. En 1979, cuando Carezani dejó su país natal, gobernaba una dictadura militar autodenominada Proceso de Reorganización Nacional que causó la muerte de decenas de miles de opositores.
Una vez en los Estados Unidos Carezani dirigió un experimento con un acelerador en Centro de Aceleración Lineal Stanford. El experimento produjo un resultado consistente con las teorías físicas predominantes y fueron inconsistentes con las expectativas de Carezani, lo que lo llevó a modificar la teoría de autodinámica.
Los postulados más notables de Autodinámica incluyen una derivación de las ecuaciones del Átomo de Bohr sin el uso de ecuaciones de onda, una nueva ecuación del Efecto Compton, y un mecanismo para el sistema de gravedad que pretende explicar avance del perihelio para todos los cuerpos incluyendo las estrellas binarias, el aparente efecto Pioneer, la Anomalía Allais, y el distanciamiento de la Luna. Ninguno de estos postulados han gozado de aceptación generalizada en la comunidad científica.